# Linia kolejowa Żmerynka – Wapniarka
Linia kolejowa Żmerynka – Wapniarka – linia kolejowa na Ukrainie łącząca stację Żmerynka ze stacją Wapniarka. Zarządzana jest przez dyrekcję żmeryńską Kolei Południowo-Zachodniej (oddział ukraińskich kolei państwowych). Fragment trasy Odessa – Żmerynka – Kijów/Lwów.
Znajduje się w obwodzie winnickim. Linia na całej długości jest dwutorowa i zelektryfikowana.

## Historia
Linia powstała w 1870 jako fragment kolei odesko-kijowskiej.
Początkowo linia leżała w Imperium Rosyjskim, następnie w Związku Sowieckim. Od 1991 znajduje się na Ukrainie.